# Водонапорные башни Московского форштадта
Водонапорные башни Московского форштадта — две водонапорные башни, построенные в 1897-99 годах в Риге. Памятники архитектуры. Находятся по адресу улица Маза Матиса, дом 2. В народе прозваны Анна и Жанна.

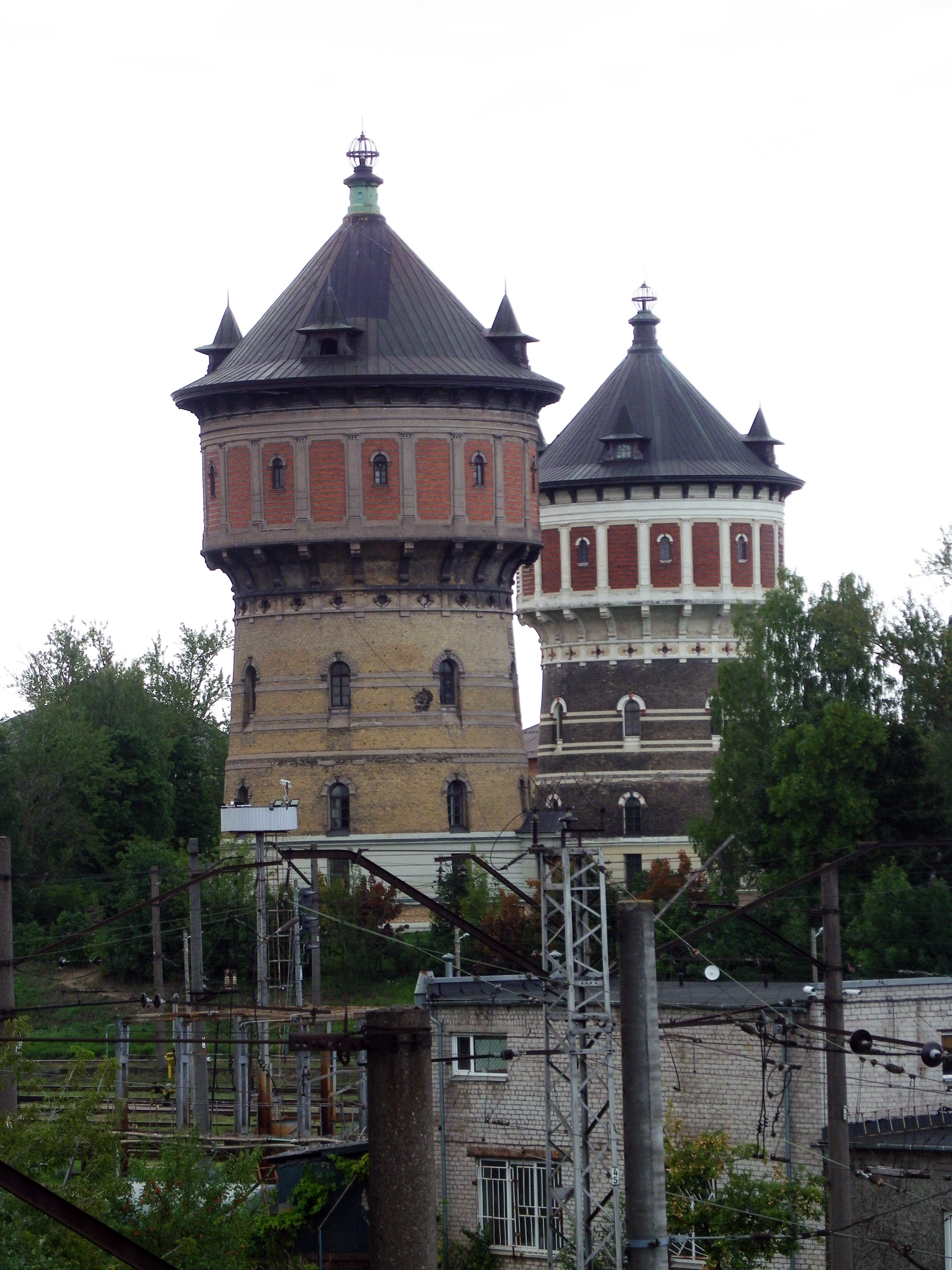
Водонапорные башни 2023 году

## История

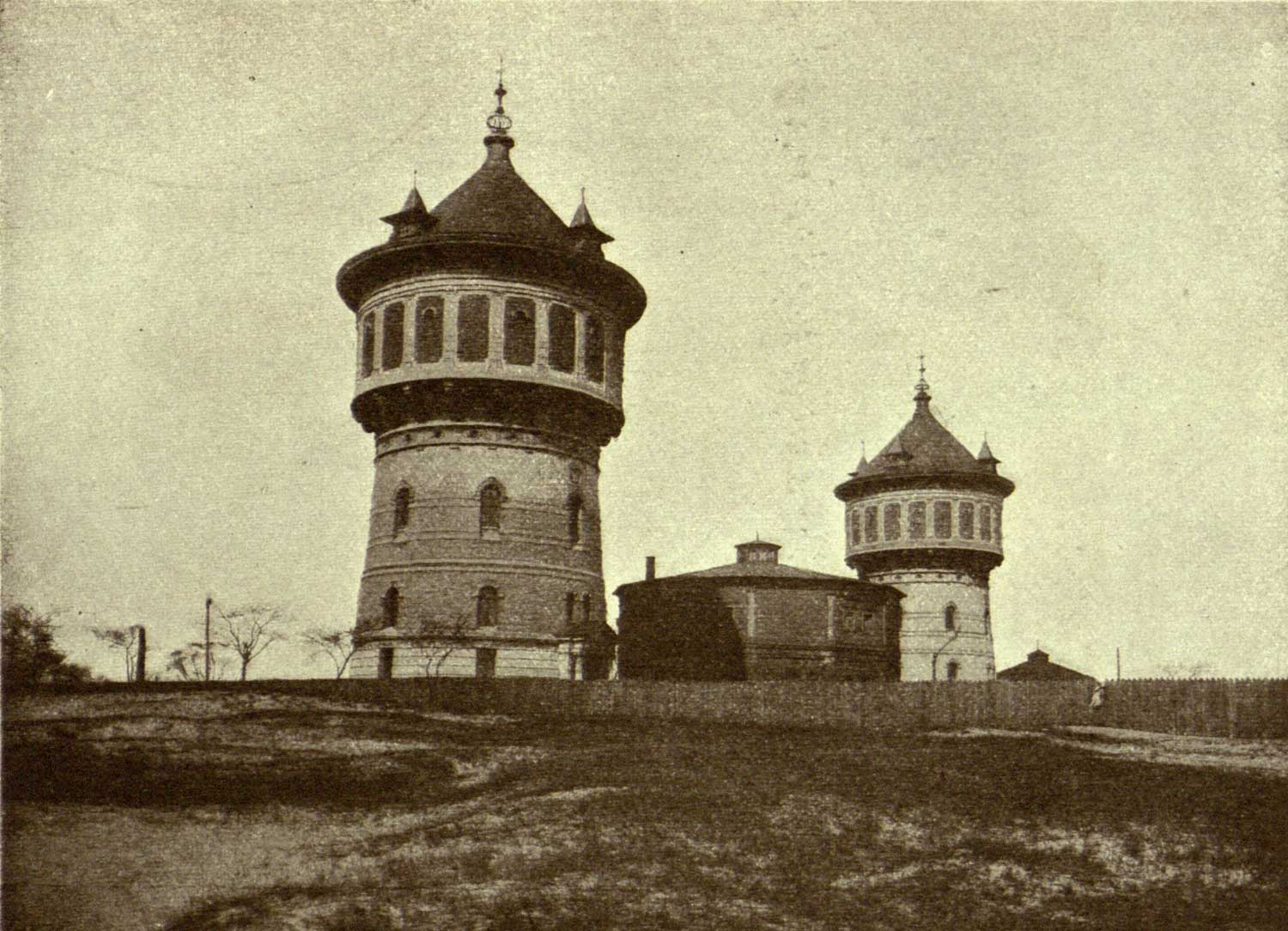
Водонапорные башни в 1903 году

Водонапорные башни проектировал немецкий гидротехник Отто Инце, который до этого разработал новый тип резервуара. Проект был подготовлен в Ахене в марте 1897 года и предусматривал строительство 42-метровой водонапорной башни с резервуаром типа Инце II ёмкостью 1700 m3. 9 мая 1897 года проект был принят, строительные работы завершены в ноябре 1898 года. Проект строительства второй башни был принят 24 октября 1897 года, строительные работы завершены в мае 1899 года. Строительством обеих водонапорных башен руководил тогдашний инженер по водопроводным сооружениям Рудольф Фриш, а осуществляла их строительная компания местного каменщика Фридриха Вильгельма Хопфе.

## Архитектура
Водонапорные башни были построены по единому проекту, и представляли собой идентичные по объёму, фасадной системе и пространственному планированию сооружения в духе позднего историзма, в так называемом круглоарочном стиле, с использованием разноцветного кирпича. Для них характерна очерёдность элементов кирпичной кладки и штукатурки: в основном башни выложены из тёмно‑красного клинкерного кирпича, а в декоративных целях применены горизонтальные пояса из тёмно‑зелёного глазурованного кирпича, консоли под расширенной частью резервуара, и дополнительный конус из небольших башенок. В отделке использовался также оштукатуренный и окрашенный кирпич, благодаря чему создавался сложный колористический эффект. Отдельные фасадные зоны и другие элементы выполнены из гипса, окрашенного краской. В отделке фасадов использовались оштукатуренные поверхности, которые первоначально были окрашены в контрастные тона, усиливавшие эффект чередования материалов. Южная и северная башни были решены по принципу «негатива» и «позитива»: в южной башне, выложенной из более тёмного кирпича, светлыми были выделены профилированные полосы, а в северной, напротив, — на более светлом фоне кирпичной кладки полосы подчеркивались тёмным цветом. Такое контрастное решение придавало ансамблю особую выразительность, позволяя воспринимать обе башни как символическую пару — «чёрную» и «белую» шахматные фигуры. Подобная трактовка подчёркивала идею дальновидности и стратегического подхода городской администрации Риги рубежа XIX—XX веков. Как это было характерно для архитектуры историзма, металлические конструкции в фасадах были скрыты за ретроспективным декоративным оформлением.